# Teodoro (vescovo di Eraclea)
Teodoro di Eraclea (... – c. 355) è stato un vescovo romano.
È menzionato come vescovo di Eraclea in Tracia sotto l'imperatore Costanzo III (o Costantino, secondo i codici Beta e Delta).
Ad Aquileia il mosaico dell'Aula sud è riconosciuto come opera di un vescovo di nome Teodoro (314-320?), secondo il De Rubeis (Monumenta ecclesiae Aquileiensis) di origine tracia.
Fu deposto nel 347 e morì intorno all'anno 355.